# 金喉红顶蜂鸟
金喉红顶蜂鸟（学名：Chrysolampis mosquitus），是雨燕目蜂鸟科的一种鸟类，是红顶蜂鸟属（学名：Chrysolampis）的唯一一种。
金喉红顶蜂鸟体重约3.9克，翼长约53.9毫米，嘴峰长约20.3毫米，喙宽度约1.8毫米，喙厚度约1.7毫米，跗蹠长约3.6毫米，尾长约32毫米。金喉红顶蜂鸟是候鸟，其栖息在半开放的高大树木组成的森林中，食性为草食性，主要食物来源是植物的花蜜。
金喉红顶蜂鸟分布于巴拿马东部至哥伦比亚、委内瑞拉、玻利维亚东部和巴西。该物种是单型物种，没有亚种分化。